# Fakhruddin Ahmed
Fakhruddin Ahmed, beng. ফখরুদ্দীন আহমদ (ur. 1 maja 1940 w Munshiganj) – bangladeski ekonomista i polityk, premier Bangladeszu od 12 stycznia 2007 do 6 stycznia 2009. Prezes Banku Bangladeszu w latach 2001–2005.

## Edukacja i kariera zawodowa
Fakhruddin Ahmed urodził się w Munshiganj. Ukończył magisterskie studia ekonomiczne na Uniwersytecie w Dhace. Następnie studiował w Williams College w USA oraz uzyskał doktorat z ekonomii na Uniwersytecie Princeton.
Swoją karierę zawodową zaczynał jako wykładowca na Uniwersytecie w Dhace. Później wstąpił do służby cywilnej, w strukturach której pracował 15 lat. W tym czasie pracował również dla rządu, m.in. jako sekretarz w Wydziale Stosunków Gospodarczych Ministerstwa Finansów.
W 1978 r. rozpoczął pracę jako ekonomista w Banku Światowym. Skupiał się na sprawach makroekonomicznych oraz polityce rozwojowej. W ciągu ponad 20 lat rezydował w wielu państwach Azji Południowo-Wschodniej oraz Afryki.
W październiku 2001 r. Ahmed został prezesem Banku Bangladeszu, banku centralnego kraju i funkcję tę piastował do końca kwietnia 2005. W tym czasie przeprowadził wiele reform sektora finansowego i wzmocnił pozycję banku centralnego na krajowym rynku finansowym. Od czerwca 2005 do stycznia 2007 zajmował stanowisko prezesa Fundacji Palli Karma-Sahayak, dużego funduszu, udzielającego mikrokredytów.

## Premier
11 stycznia 2007 prezydent Iajuddin Ahmed wprowadził w kraju stan wyjątkowy i ogłosił odłożenie w czasie, zaplanowanych na 22 stycznia 2007 wyborów parlamentarnych. Ruch ten spowodowany był zamieszkami, jakie od października 2006 wybuchały między zwolennikami dwóch głównych partii politycznych.

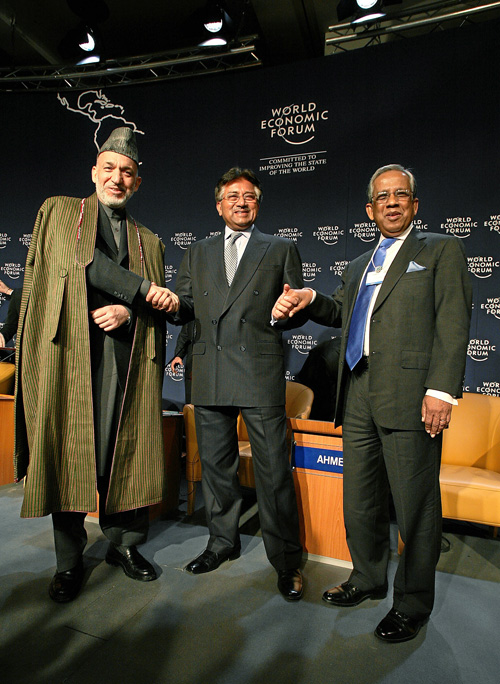
Fakhruddin Ahmed, Pervez Musharraf, Hamid Karzaj w czasie Światowego Forum Ekonomicznego w Davos, 2008

12 stycznia 2007 prezydent Ahmed mianował tymczasowym premierem Bangladeszu Fakhruddina Ahmeda. Gabinet Ahmeda rozpoczął w kraju wielką akcję walki z korupcją. W tym celu powołał Komisję Antykorupcyjną. Pod zarzutem korupcji i przestępstw gospodarczych zostało zatrzymanych ponad 160 polityków, urzędników i biznesmenów, w tym dwie byłe premier Khaleda Zia i Sheikh Hasina Wajed.
Rząd Ahmeda przeprowadził kilka ważnych zmian w sądownictwie, administracji i sektorze finansowym. Wyjął sądownictwo spod kontroli władzy wykonawczej, m.in. w tak ważnych kwestiach jak mianowanie, awanse i zmiana sędziów. Powołał również Komisję Regulacyjną ds. Reform.
Głównym zadaniem rządu pozostawało jednakże przygotowanie kraju na przeprowadzenie odroczonych wyborów parlamentarnych i prezydenckich. W tym celu powołał nową Komisję Wyborczą, niepodlegającą kontroli urzędu szefa rządu. Przygotował cyfrową listę 81 mln wyborców, usuwając z niej 11 mln tzw. „martwych dusz”. Wszystkim pełnoletnim obywatelom Bangladeszu wydał również dowody tożsamości.
We wrześniu 2008 termin wyborów parlamentarnych został wyznaczony na 18 grudnia 2008. Jednak w listopadzie 2008, pod wpływem protestów Partii Narodowej Bangladeszu domagającej się ich przełożenia na styczeń 2009 i po wzięciu pod uwagę stanowiska Ligi Awami, która sprzeciwiała się ich odroczenia, rząd Ahmeda zdecydował przesunąć datę wyborów na 29 grudnia 2008. W celu przeprowadzenia wolnych i demokratycznych wyborów, 17 grudnia 2008 rząd zniósł, obowiązujący od stycznia 2007 stan wyjątkowy.
W wyborach parlamentarnych 29 grudnia 2008 Liga Awami odniosła przytłaczające zwycięstwo, zdobywając 230 spośród 299 miejsc w parlamencie, co otworzyło Hasinie drogę to utworzenia nowego rządu. Same wybory uznane zostały za wolne i demokratyczne. 6 stycznia 2009 Sheikh Hasina Wajed objęła stanowisko premiera Bangladeszu.